# اغتيال اقصي بارفيز
أقصي "أكسا" بارفيز (22 نيسان/أبريل1991 - 10 كانون الأول/ديسمبر2007) كانت ضحية جريمة قتل في ميسيسوجا، أونتاريو، كندا. خلال محاكمة القتل، أقر رئيس المحكمة العليا بروس دورنو بأن القتل هو جريمة شرف، مشيرا إلى أنه وجد أنه من دواعي القلق البالغ أن الطفلة البالغة من العمر 16 عاما يمكن أن تقتل علي يد أبيها وشقيقها بغرض إنقاذ كبرياء العائلة، لإنقاذهم مما يعتبرونه إحراجًا للأسرة أو العائلة.
شنق اكسا شقيقها، وقاص، عندما اختارت عدم ارتداء الحجاب.

## حياتها
كانت بارفيز طالبه بمدرسة أبلوود هايتس الثانويه في ميسيساوجا، أونتاريو، كندا. وكان والدها يدعي محمد بارفيز، سائق سيارة أجرة. نشأت  بارفيز في عائلة مسلمة من أصل باكستاني. قبل أسبوع من وفاتها، انتقلت إلى أسرة جارها، لبنى طاهر، للهروب من التوتر بينها وبين عائلتها.